# Diarmait Cléirech Ó Briain
 Diarmait Cléirech Ó Briain (mort le 1er juin 1313) roi de Thomond de 1311 à 1313.

## Biographie
Diarmait Cléirech Ó Briain dont le surnom signifie le « Clerc », est le fils de Donnchad mac Briain Ó Briain († 1284) le fils ainé de Brian Ruaidh Ó Briain. Après la mort de Donnchad mac Toirdhelbaich, Richard de Clare impose son candidat comme roi de Thomond et le fait couronner à Magh Adhair. Guillaume de Bourg, surnommé le Gris, s'oppose à lui et favorise la candidature de Muirchertach. Richard de Clare propose une partition du Thomond qui est rejetée par les deux partis. Après la mort subite de Diarmait dès le 1er juin 1313 et son inhumation dans l'église des frères mineurs, son cousin germain Donnchad mac Domnaill Ó Briain du « clan Briain  », lui succède toutefois Muircheartach mac Toirdhelbaich Ó Briain et son allié Guillaume le Gris continuent à s'opposer à lui et s'impose comme corégent

## Sources
- (en) T.W Moody, F.X. Martin, F.J. Byrne A New History of Ireland IX Maps, Genealogies, Lists. A companion to Irish History part II . Oxford University Press réédition 2011  (ISBN 9780199593064). « O'Briens: Ó Briain Kings and Earls of Thomond 1168-1657 » p. 219-220 & « O'Briens: Ó Briain Kings and Earls of Thomond 1168-1657  » généalogie n°23 p. 152.
- (en) A Timeline of Irish History, Richard Killen Gill & Macmillan Dublin (2003)  (ISBN 07171-3484-9).
- (en) Goddard Henry Orpen (Introduction de Seán Duffy), Ireland under the Normands 1169-1333, vol. IV, Dublin, Four Courts Press (réédition), 2005, 633 p. (ISBN 9781846828188), p. 461-486 The Normands in Thomond
- (en) Joe Power The Normands in Thomond Clare County Library p. 1